# Cyerce elegans
Espèce
Cyerce elegans est une espèce de limaces de mer sacoglosses de la famille des Caliphyllidae. 
Elle est translucide, avec une coloration allant du jaune pâle au marron rougeâtre. Les cerata sont grands, en forme d'oreillers. 
Décrite à l'origine dans la Mer de Sulu, au sud-ouest des Philippines, elle est trouvée à Hawaï, en Polynésie française, en Nouvelle-Calédonie, sur la côte est de l'Australie, autour de l'île Maurice et de Mayotte, et dans l'est de l'Afrique.